# Ливермор (Калифорния)
Ливермор (англ. Livermore) — город в округе Аламида, штат Калифорния, США.

## История
В 1952 году в городе была открыта, ныне знаменитая, Ливерморская национальная лаборатория им. Э.Лоуренса.
6 декабря 1969 года в Альтамонтском гоночном парке, расположенном между городами Трейси и Ливермор прошёл рок-фестиваль Альтамонт, который посетило около 300 тысяч человек. Ещё до начала некоторые окрестили событие «западным Вудстоком», но отличительной чертой Альтамонта стало обилие наркотиков и насилия, что привело к трагическим последствиям. Журнал Rolling Stone позже написал: «Всё вышло так плохо, что Grateful Dead, главные организаторы и инициаторы фестиваля, даже не стали играть […] Самый худший день в истории рок-н-ролла — 6 декабря — день, когда всё прошло настолько плохо, насколько это было возможно...»
В 2021 году город был награждён премией All-America City Award (с англ. — «Всеамериканский город») присуждаемой Национальной гражданской лигой, которую неофициально называют «Нобелевской премией за конструктивное гражданство» и которая выдается за активную гражданскую позицию жителей некорпоративных сообществ Соединённых Штатов в жизни местного самоуправления.

## Организации
- Школьный округ
- Пожарная часть

## Города-побратимы
- Йоцукайдо (яп. 四街道市), Япония
- Кесальтенанго (исп. Quetzaltenango), Гватемала
- Снежинск, Россия